# Acanthodica grandis
Acanthodica grandis là một loài bướm đêm thuộc họ Noctuidae. Nó được tìm thấy ở México.